# Wrist
Wrist er en by og kommune i det nordlige Tyskland, beliggende i Amt Kellinghusen i den nordøstlige del af Kreis Steinburg. Kreis Steinburg ligger i den sydvestlige del af delstaten Slesvig-Holsten.

## Geografi
Wrist ligger lige sydøst for Kellinghusen ved den lille flod Bramau. Om sommeren kan man bade i Bramau, og mange kanofarere bruger Bramau som rute fra Bad Bramstedt til Kellinghusen og floden Stör.
I kommunen ligger landsbyerne og bydelene Dammhof, Freudental, Heidrehm, Stellau, Weidenhof, Wittenkamp og Wurth.
Wrist ligger ved jernbanen Hamborg-Altona–Kiel mellem Kellinghusen og Bad Bramstedt med egen banegård. Bundesstraße B206 går gennem kommunen.

## Historie
I nærheden af Stellau besejrerede Valdemar Sejr sammen med sin bror Knud 6. i 1201 grev Adolf 3. af Holsten i Slaget ved Stellau.
I 1230 indviede ærkebiskop Gebhard 2. af Bremen kampestenskirken Kirche Stellau i nærheden af slagmarken.
Den nuværende kommune Wrist blev dannet i 1938 ved en sammenlægning af kommunerne Stellau og Wrist.